# Сирветайский национальный парк
Сирветайский национальный парк (лит. Sirvėtos regioninis parkas) — региональный национальный парк в восточной Литве, расположенный на границе Швянчёнского и Игналинского районов. Территория парка составляет 87,35 км²; по другим сведениям, 8754,66 га.
Управление парка находится в деревне Швента Швянчёнского района. Основан в 1992 году. Парк был создан с целью сохранения ландшафта водораздела этого региона, его природной экосистемы и ценностей культурного наследия.
На территории парка регулярно организуются туристско-познавательные экскурсии. Здесь созданы условия для езды на велосипеде, рыбалки, купания и езды на лыжах. В парке проходит фестиваль зимних видов спорта и встречи с птицами.

## География и природа

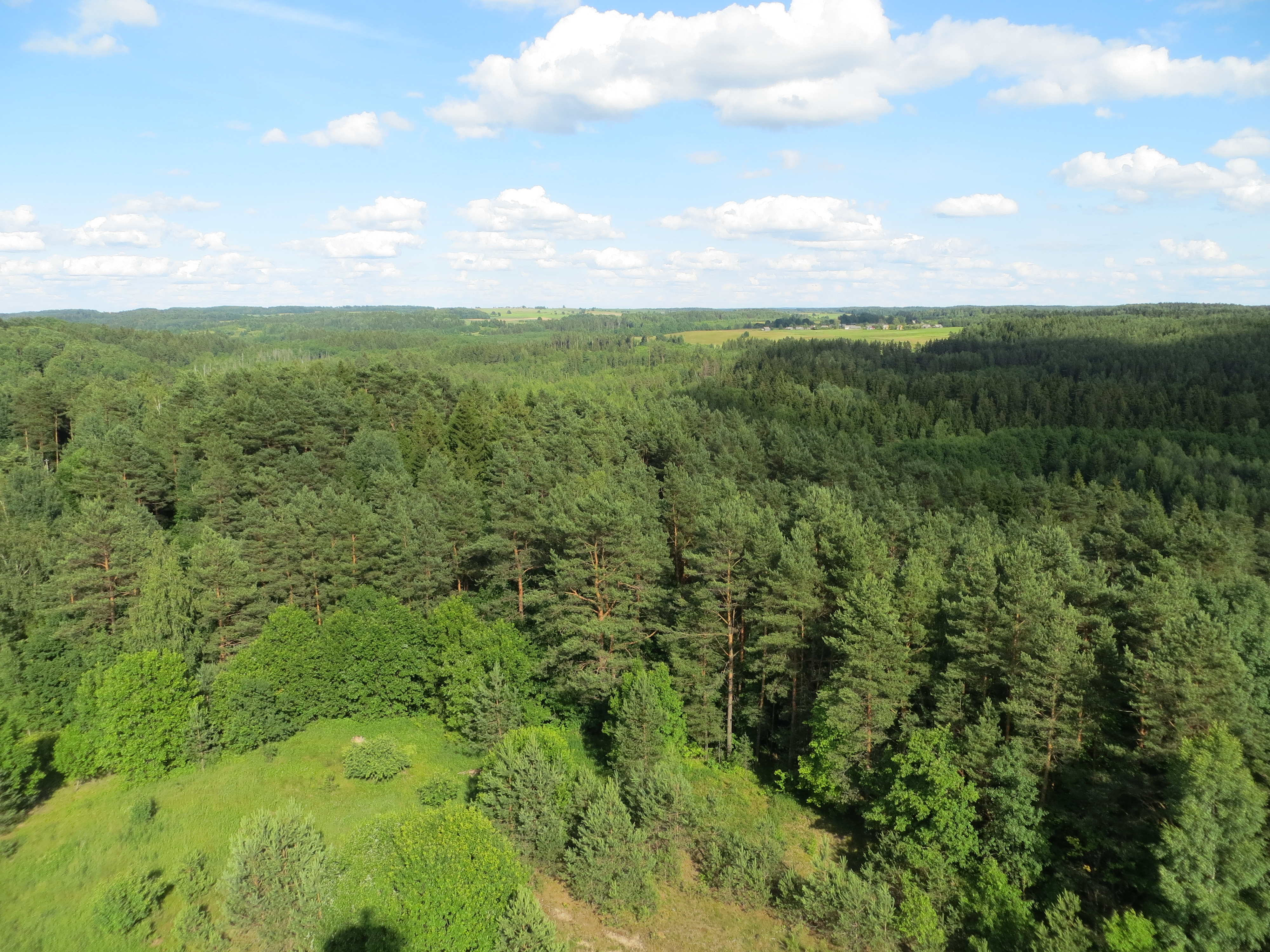
Пейзаж близ деревни Шилиняй

Самая выдающаяся гряда из Свенцянских гряд разделяет здесь бассейны Немана и Западной Двины. Эти земли покрывают различные деревья, образующие леса и лесные массивы. Одно из распространённых здесь деревьев — дуб. Самая низкая точка парка составляет 154 метров над уровнем моря и находится недалеко от деревни Диджясалис в Игналинском районе. Высшая точка составляет 288,9 метров над уровнем моря — это четвёртый по высоте холм Литвы.
Всего на территории парка расположено 31 озеро, крупнейшие — Бело, Сетикис, Сирветай, Сташкине и Канчёгинас. Для парка характерны известковые болота с редкими видами растений, некоторые из которых занесены в Красную книгу Литвы: Centunculus minimus, Пальчатокоренник балтийский, Пальчатокоренник пятнистый, Anacamptis morio, Gymnadenia conopsea, Шпажник черепитчатый.
В региональном парке Сирветай обнаружено 6 видов земноводных, 3 вида рептилий и 33 вида млекопитающих.

## Культурное наследие
На территории парка находятся холмы, на которых были городища, Аучину, Ракштялю, Каченишкес, Стуглю, холмы с жертвенниками Ракштялю и Гарню, холмы с захоронениями Швентос и Юодялишкес, остатки усадеб и этнокультурная деревня Диджясалис.